# Coppa Intercontinentale 1987 (hockey su pista)
La Coppa Intercontinentale 1987 è stata la 3ª edizione dell'omonima competizione di hockey su pista riservata alle squadre di club. Il torneo ha avuto luogo dal 23 al 29 dicembre 1987. Il trofeo è stato vinto dal Liceo La Coruña per la prima volta nella sua storia.

## Squadre partecipanti
| Nazione   | Club            | Qualificazione                                     | Partecipazioni precedenti (il grassetto indica la vittoria) |
| --------- | --------------- | -------------------------------------------------- | ----------------------------------------------------------- |
| Argentina | Concepción      | Detentore del Campionato sudamericano di club 1986 | Esordiente                                                  |
| Spagna    | Liceo La Coruña | Detentore della Coppa dei Campioni 1986-1987       | Esordiente                                                  |

## Risultati
| La Coruña 23 dicembre 1987 Finale di andata | Liceo La Coruña | 7 – 3 | Concepción | Pazo dos Deportes de Riazor |

| La Coruña 29 dicembre 1987 Finale di ritorno | Concepción | 2 – 17 | Liceo La Coruña | Pazo dos Deportes de Riazor |